# Sigrid Helliesen Lund
Sigrid Helliesen Lund, född 23 februari 1892 i Christiania, Norge, död 8 december 1987 i Oslo var en norsk fredsaktivist och feminist. Hon arbetade hela sitt liv för fred och social rättvisa och deltog aktivt i Norska motståndsrörelsen under andra världskriget.

## Biografi
Sigrid Helliesen var dotter till Henrik Michael Helliesen och Ulrica Ewa Augusta von Ehrenheim. Hemmet var en mötesplats för konstnärer och politiker och familjen umgicks med författaren Bjørnstjerne Bjørnson. Hon tog sin examen artium 1911 och studerade sång och musik i Oslo, Köpenhamn och Paris. Hon debuterade i Oslo 1918, men utvecklade en lungsjukdom och måste avbryta sin sångkarriär.
1923 gifte hon sig med ingenjör Diderich Hegermann Lund och fick två barn.
Helliesen Lund började sitt humanitära arbete när hon bodde med sin familj i Odda på Vestlandet. Efter en resa till Tyskland 1934 gick hon med i Internationella kvinnoförbundet för fred och frihet och började arbeta för flyktingar genom Nansenhjälpen.
1939 for Helliesen Lund till Tjeckoslovakien och började rädda judiska barn och ta med dem till Norge. Barnen placerades på barnhem som stöddes av judiska organisationer. Efter Tysklands ockupation av Norge smugglades barnen till Sverige. Helliesen Lund gick med i den underjordiska motståndsrörelsen och fortsatte hjälpa judar till Sverige.
I februari 1944 måste Helliesen Lund fly till Sverige. Hon fortsatte hjälpa norska flyktingar och efter kriget organiserade hon omhändertagandet av norska krigsfångar som återvänt till hemlandet.

## Organisationer (urval)
Efter kriget engagerade sig Helliesen Lund i flera organisationer:
- 1945 – Statens Velferdsråd for Handelsflåten
- 1946 – Norska Rädda barnen, grundare och första ordförande.
- 1946 – Fredsvenners hjelpetjeneste i Finnmark
- 1947 – Medlem i norska Vännernas samfund
- 1954 – Deltog i norsk utvecklingshjälp i Kerala, Indien.
- 1963 – Ordförande i Kväkarhjälpen